# Rigaud (Alpes-Maritimes)
Rigaud település Franciaországban, Alpes-Maritimes megyében. Lakosainak száma 167 fő (2022. január 1.). Rigaud Beuil, Lieuche, Pierlas, Puget-Rostang, Puget-Théniers, Thiéry és Touët-sur-Var községekkel határos.

## Népesség
A település népessége az elmúlt években az alábbi módon változott:
| Lakosok száma | 117  | 141  | 165  | 197  | 215  | 207  | 211  | 184  | 170  | 167  |
|               | 1968 | 1982 | 1990 | 2006 | 2013 | 2015 | 2017 | 2019 | 2020 | 2022 |